# Адасовський Олександр Петрович
Адасовський Олександр Петрович (*1894 — † ?) — підхорунжий Армії УНР.

## Життєпис
Народився у Новозибківському повіті Чернігівської губернії.
Учасник Першої світової війни. В лавах Українського війська з 1918 року як доброволець.
По завершені збройної боротьби разом із 4-м кінним полком 4-ї Київської стрілецької дивізії інтернований у польських таборах.